# Лорена Аріас
Лорена Аріас (ісп. Lorena Arias; нар. 25 січня 1983) — колишня мексиканська тенісистка.
Найвищу одиночну позицію світового рейтингу — 684 місце досягла 12 грудня 2005, парну — 294 місце — 7 листопада 2005 року.
Здобула 2 парні титули.

## Фінали ITF

### Парний розряд: 14 (2–12)
| Турніри $25,000 |
| Турніри $10,000 |

| Результат | Дата              | Турнір                  | Покриття | Партнерка       | Суперниці                                  | Рахунок          |
| --------- | ----------------- | ----------------------- | -------- | --------------- | ------------------------------------------ | ---------------- |
| Поразка   | 9 листопада 2004  | Мехіко, Мексика         | Тверде   | Еріка Кларке    | Марсела Арройо Мелісса Торрес Сандоваль    | 1–6, 6–3, 0–6    |
| Поразка   | 15 листопада 2004 | Пуебла (штат), Мексика  | Тверде   | Еріка Кларке    | Марсела Арройо Мелісса Торрес Сандоваль    | 6–2, 6–7(2), 0–6 |
| Поразка   | 8 травня 2005     | Сьюдад Обрегон, Мексика | Тверде   | Еріка Кларке    | Лорен Барніков Келлі Шмандт                | 0–6, 2–6         |
| Поразка   | 10 травня 2005    | Лос-Мочіс, Мексика      | Ґрунт    | Еріка Кларке    | Хорхеліна Краверо Флавія Міґнола           | 3–6, 0–6         |
| Поразка   | 31 травня 2005    | Леон (Мексика), Мексика | Тверде   | Еріка Кларке    | Даніела Муньос Галлегос Андреа Бенітес     | 5–7, 3–6         |
| Поразка   | 27 березня 2007   | Халапа-Енрикес, Мексика | Тверде   | Еріка Кларке    | Даніела Муньос Галлегос Андреа Бенітес     | 4–6, 6–4, 1–6    |
| Поразка   | 23 квітня 2007    | Сьюдад Обрегон, Мексика | Тверде   | Еріка Кларке    | Даніела Муньос Галлегос Валерія Пулідо     | 3–6, 6–3, 1–6    |
| Поразка   | 14 травня 2007    | Ірапуато, Мексика       | Тверде   | Еріка Кларке    | Кортні Негл Робін Стівенсон                | 1–6, 3–6         |
| Поразка   | 21 травня 2007    | Монтеррей, Мексика      | Тверде   | Еріка Кларке    | Марія Фернанда Алвеш Кортні Негл           | 4–6, 4–6         |
| Поразка   | 12 вересня 2007   | Тампіко, Мексика        | Тверде   | Еріка Кларке    | Катріна Томпсон Крістіан Томпсон           | 1–6, 4–6         |
| Перемога  | 1 грудня 2007     | Мехіко, Мексика         | Тверде   | Еріка Кларке    | Марія Фернанда Альварес Теран Маріана Мусі | 6–4, 6–4         |
| Поразка   | 8 вересня 2008    | Селая, Мексика          | Ґрунт    | Angélica Chávez | Даніела Муньос Галлегос Еріка Кларке       | 6–1, 1–6, 5–10   |
| Перемога  | 15 вересня 2008   | Чіуауа (місто), Мексика | Ґрунт    | Паула Сабала    | Даніела Муньос Галлегос Еріка Кларке       | 2–6, 6–4, 10–5   |
| Поразка   | 20 жовтня 2008    | Мехіко, Мексика         | Тверде   | Angélica Chávez | Естафанія Грасіун Марія Ірігоєн            | 3–6, 4–6         |